# Papilio zelicaon
Papilio zelicaon je motýl z rodu otakárek ze západní Severní Ameriky. Horní i spodní strana jeho křídel jsou černé, ale horní křídlo má široký žlutý pruh, díky kterému dostává motýl celkově žlutý vzhled. V dolní části křídel jsou nápadné modré skvrny. Rozpětí křídel je 52–80 mm. Jeho tělo je poněkud kratší než dosti podobný Papilio rutulus, s nímž se jeho rozšíření překrývá, navíc také postrádá černé pruhy. Existuje poněkud tmavší poddruh P. z. nitra, který je vzácný, i když se poněkud častěji vyskytuje v nižších nadmořských výškách.

## Popis
Papilio zelicaon má rozpětí křídel od 52–80 mm. Křídla jsou většinou žlutá s černými pruhy podél okrajů předních i zadních křídel. Od druhu Papilio rutulus se liší tím, že motýli Papilio zelicaon dosahují menší velikosti a postrádají svislé černé pruhy. Na koncích každého křídla jsou žlutooranžové až červené skvrny, z nichž každá obsahuje menší černou skvrnu. Tělo je převážně černé, se žlutými pruhy podél břicha.

## Rozšíření
Papilio zelicaon je k vidění na holých kopcích, horách, polích nebo blízko u silnic. Často se také vyskytuje ve městech, v zahradách nebo na prolukách.
Obvyklá oblast výskytu Papilio zelicaon sahá od Britské Kolumbie a Severní Dakoty na severu, na jih až po poloostrov Baja California a další části Mexika. Občas je hlášen z jihovýchodu Spojených států, ale její normální rozsah nezasahuje na východ od Nového Mexika.

## Životní cyklus

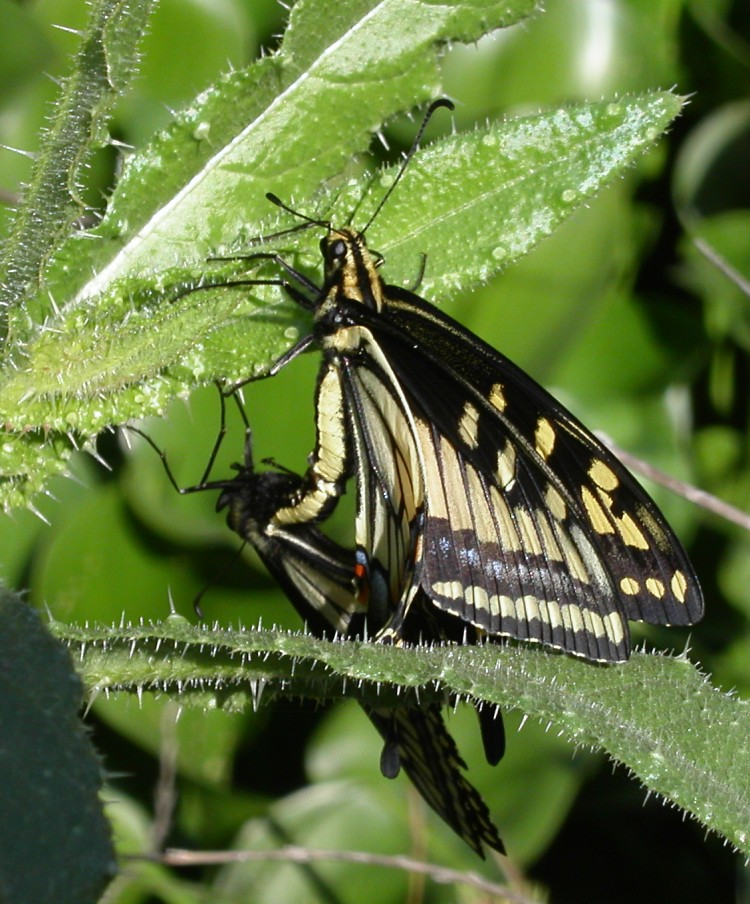
Páření Papilio zelicaon

Životní cyklus Papilio zelicaon

Dospělé samice kladou vajíčka jednotlivě na spodní strany listů hostitelské rostliny. V prvních dvou instarech je housenka tmavě hnědá, téměř černá, s nepravidelným bílým pruhem uprostřed. Poté při každém dalším svlékání více zelená, dokud v pátém (posledním) instaru není převážně zelená s černými, oranžovými a světle modrými skvrnami. Jeho hlavními živnými rostlinami jsou rostliny z čeledi miříkovitých (včetně fenyklu), a také některé rostliny z čeledi routovitých. Pokud jsou vyrušeny, tak se stejně jako u všech housenek otakárků náhle za hlavou objeví jasně oranžové osmetrie, což jsou žlázové struktury, které vydávají nepříjemný zápach. Housenka dorůstá kolem 5 cm na délku před vytvořením kukly, která je hnědá nebo zelená a asi 3 cm dlouhá. Kukla vypadá jako větvička náležející larvální hostitelské rostlině. Vrchol kukly mírně vyčnívá z rostliny, drží ji silné hedvábné vlákno.